# 郭德成
郭德成（？—？），濠州（现安徽凤阳）人，明初官员、外戚，郭興、郭英弟，郭宁妃兄。
郭德成性格聪慧机敏，爱喝酒。其两个兄長都因功封侯，但是郭德成还只是驍騎舍人。明太祖朱元璋因为郭宁妃的缘故，准备提升其官职。郭德成却拒绝了，朱元璋不高兴。郭德成顿首感谢道：“臣子性情懒惰，庸才不能成事。如果地位高，事情若不解决，皇上你到时候会杀我的。人生求快乐，只要钱多、能喝好酒就足够了，其他的并不奢求。”朱元璋说好，于此赐酒赏钱，宠待更甚。当时在酒宴上大醉，匍匐地脱帽言谢。朱元璋看到他这德行，笑着说：“风流汉，你头发都蓬乱了，是不是喝醉了？”郭德成拜曰：“我也討厭這堆乱髮，全都剃光了才痛快！”皇帝默然无语。当郭德成醒后，大惊，于是装作奔放，剃发穿僧衣，念佛不停。朱元璋对郭宁妃说：“我还以为妳的哥哥是在说笑，没想到现在真如此，真的是够风流。”后来胡惟庸案起，连坐相继死者众多，而郭德成则幸免。